# Lobrathium mordens
Lobrathium mordens – gatunek chrząszcza z rodziny kusakowatych i podrodziny żarlinków (Paederinae).
Gatunek ten opisany został w 2012 roku przez Volkera Assinga.
Ciało długości od 5,5 do 7,3 mm. Gatunek podobny do L. semicaeruleum. Różni się jednolicie czarnym przodem ciała oraz budową samczych terminaliów. Wgłębienie na siódmym sternicie odwłoka płytkie. Tylna krawędź tego sternitu szeroko wypukła. Ósmy sternit słabo pociągły z głębokim, stosunkowo wąskim wgłębieniem i szerokim, U-kształtnym wcięciem z tyłu. Edeagus z wyrostkiem brzusznym długim, smukłym i u wierzchołka grzbietowo-brzusznie rozszerzonym. Długość edeagusa wynosi od 1,2 do 1,3 mm, zaś u L. semicaeruleum około 1 mm.
Chrząszcz endemiczny dla Indii, znany z Uttarakhandu i Himachal Pradesh.